# Сплошная среда
Сплошна́я среда́ — механическая система, обладающая бесконечным числом внутренних степеней свободы. Её движение в пространстве, в отличие от других механических систем, описывается не координатами и скоростями отдельных частиц, а скалярным полем плотности и векторным полем скоростей. В зависимости от задач, к этим полям могут добавляться поля других физических величин (концентрация, температура, поляризованность и др.)
Если плотность сплошной среды постулируется равной константе, то такая сплошная среда называется несжимаемой.
Сплошная среда — часто и успешно используемая в физике сплошных сред модель для более-менее однородных систем с очень большим числом частиц (то есть степеней свободы). Так, теория упругости, гидро- и аэродинамика, физика плазмы формулируются именно для сплошной среды. Сплошная среда — основное понятие механики сплошных сред.

## Виды сплошных сред
- Твёрдое тело
- Жидкость
- Газ
- Плазма
- Мягкое вещество
- Сыпучее тело